# Liophryne rhododactyla
Liophryne rhododactyla är en groddjursart som beskrevs av George Albert Boulenger 1897. Liophryne rhododactyla ingår i släktet Liophryne och familjen Microhylidae. IUCN kategoriserar arten globalt som otillräckligt studerad. Inga underarter finns listade i Catalogue of Life.